# Juba-Stadion
Das Juba-Stadion ist ein Fußballstadion in der südsudanesischen Hauptstadt Juba.
Im 1962 errichteten Stadion trägt die südsudanesische Fußballnationalmannschaft ihre Heimspiele aus. 2011 wurde die 12.000 Zuschauern Platz bietende Anlage renoviert; die Finanzierung erfolgte durch die Petronas Oil Company. Am 9. Juli 2011 fand im renovierten Stadion eine erste Fußballbegegnung statt; dabei spielte der Südsudan gegen den kenianischen Erstligisten Tusker F.C. Im Juba-Stadion fand am 10. Juli 2012 das erste offizielle Länderspiel nach der Unabhängigkeit des Südsudan statt; Gegner war Uganda. Am 3. März 2013 trug der südsudanesische Verein Club El Nasir seine Vorrundenpartie im CAF Confederation Cup 2013 gegen den tansanischen Vertreter Azam FC im Juba-Stadion aus.